# Pelargonium alpinum
Pelargonium alpinum là một loài thực vật có hoa trong họ Mỏ hạc. Loài này được Eckl. & Zeyh. mô tả khoa học đầu tiên.